# انتخابات ریاست‌جمهوری افغانستان (۱۳۸۸)

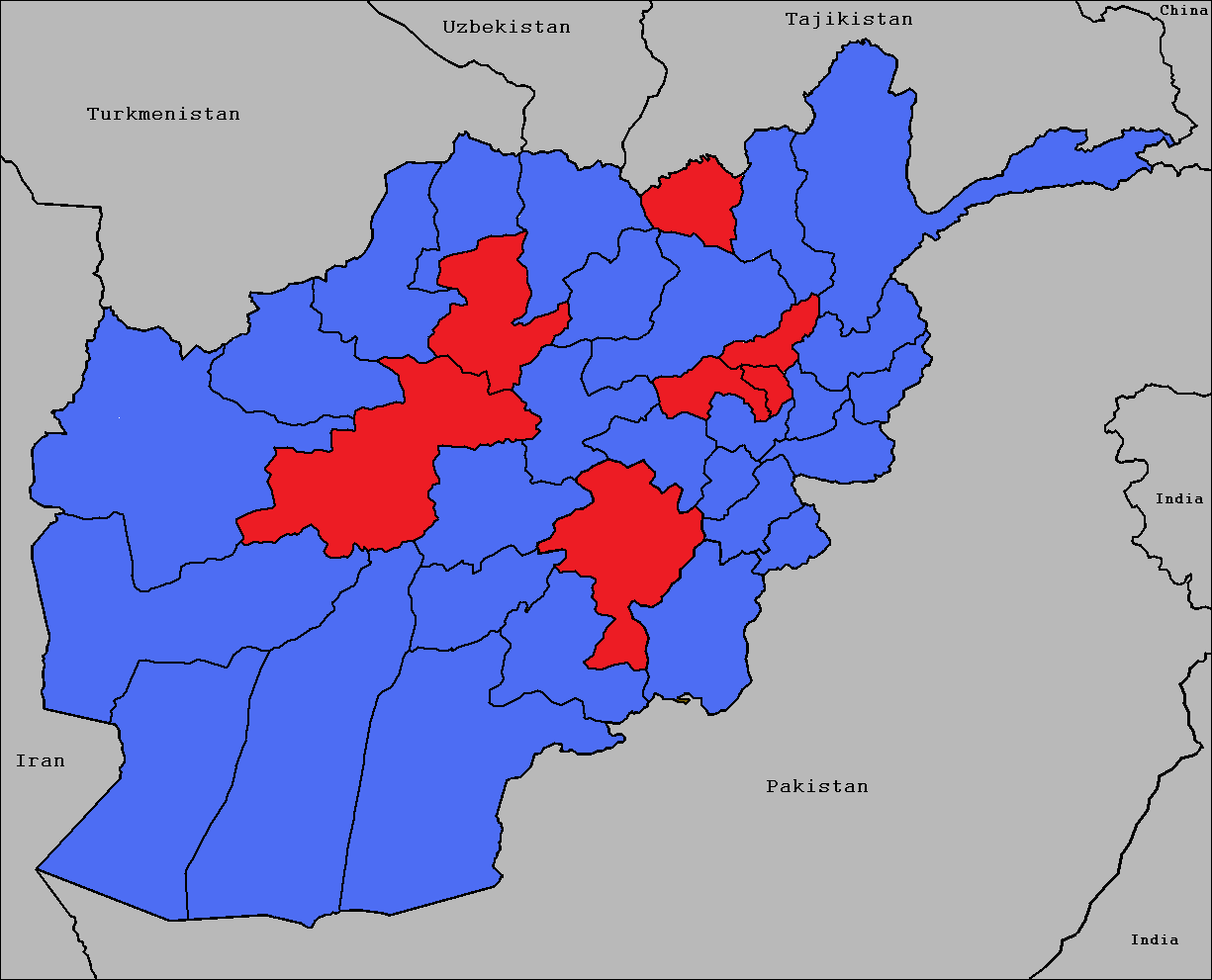

انتخابات ریاست جمهوری افغانستان در ۲۹ اسد/مرداد ۱۳۸۸ هجری خورشیدی برگزار شد. در ابتدا میزان آرای حامد کرزای حدود پنجاه و پنج درصد آرای واجدین شرایط اعلام شد ولی با برررسی تقلب در انتخابات آراء کرزی به زیر پنجاه درصد رسید و انتخابات به دور دوم کشید، عبدالله عبدالله رقیب کرزی اعلام کرد که در اعتراض به عملکرد نادرست حکومت و عملکرد نادرست کمیسیون انتخابات، در انتخابات شرکت نخواهد کرد و در نتیجه کرزی رئیس‌جمهور منتخب اعلام شد.

## کارزار تبلیغاتی
رقبای اصلی این انتخابات حامد کرزی و عبدالله عبدالله هستند.

## مناظره‌ها
دو مناظره در تلویزیون طلوع و تلویزیون ملی افغانستان بین نامزدها برگزار شد.

## نظرسنجی‌ها
پیش‌بینی شده بود حامد کرزی در دور اول ۴۵ درصد رای خواهد آورد و به همین دلیل باید برای دور دوم انتخابات آماده می‌شد. همچنین در این نظرسنجی، دکتر عبدالله ۲۵ درصد آرا را از آن خود می‌کرد.

## نتایج
حامد کرزی ۵۴ درصد و عبدالله عبدالله ۲۸ درصد آرا را به‌دست آوردند.

## کشیده شدن انتخابات به مرحله دوم
در پی این انتخاب و ابراز نگرانی‌ها فراوان در مورد سلامت این انتخابات کمیسیون رسیدگی به شکایات انتخابات بازشماری آرا را آغاز کرد. به گزارش بی‌بی‌سی مبتنی بر اینست که در پی بازشماری آرا رای‌های حامد کرزای به زیر ۵۰ ٪ سقوط کرده‌است. طبق قوانین انتخاباتی افغانستان در صورتی که هیچ‌کدام از کاندیدها قادر به کسب ۵۱٪ آرا نشوند انتخابات به دور دوم کشیده خواهد شد.

## نامزدها
پس از ثبت نام از نامزدهای انتخابات، شورای مستقل انتخابات افغانستان افراد زیر را به عنوان نامزدان نهایی اعلام کرد.
این انتخابات ۳۰ کاندیدا دارد.
| نامزد                  | معاونان                                      | حامیان                                         | سمت‌ها                                                                                         |
| رمضان بشردوست          | محمد موسی بارکزی خانم عفیفه معروف            |                                                | نماینده پارلمان افغانستان                                                                     |
| حامد کرزی              | قسیم فهیم کریم خلیلی                         |                                                | رئیس‌جمهور افغانستان                                                                           |
| شهلا عطا               | عبدالحبیب سیر گل محمد اروزگانی               |                                                | نماینده شورای ملی افغانستان                                                                   |
| فروزان فنا             | نسیم الله درمان غلام جیلانی درمانی           |                                                |                                                                                               |
| جبار ثابت              | محمدعلی محمدی عبدالجبار روفی                 |                                                | دادستان کل افغانستان                                                                          |
| شهنواز تنی             | نثار احمد سلیمی محمد جان پامیر               |                                                | نظامی                                                                                         |
| بشیر بیژن              | فاطمه نعیمی عبدالغفار عرفانی                 |                                                | مدیر مسوول مجله آریانا، معاون حزب کنگره ملی افغانستان                                         |
| اشرف غنی احمدزی        | محمد ایوب رفیقی محمد علی نبی زاده            | اجماع ملی                                      | وزیر مالیه، رئیس دانشگاه کابل                                                                 |
| عبدالله عبدالله        | همایون شاه آصفی چراغعلی چراغ                 | جبهه ملی افغانستان                             | وزیر امور خارجه افغانستان                                                                     |
| ذبیح‌الله قاضی نورستانی | سید یوسف شجن پاچا آقا سعید                   |                                                | رهبر گروه عدالت و توسعه                                                                       |
| میرویس یاسینی          | امان‌الله پیمان عبدالقیوم سجادی               |                                                |                                                                                               |
| حبیب منگل              | محمد داود راوش نفس جهد                       | نهضت فراگیر دمکراسی و ترقی افغانستان           |                                                                                               |
| گل احمد یما            | احمد شاه اثر سلیمان علی                      |                                                | استاد دانشگاه، شاعر، نویسنده                                                                  |
| بسم الله شیر           | محمد حسن توحیدی سکندر خان حسین               |                                                |                                                                                               |
| محبوب الله کوشانی      | محمد زمان اطرافی محمد شریف تره خیل           |                                                |                                                                                               |
| محمد اکبر بای          | عبدالظاهر مرزاخیل نورزیا چرخی                |                                                |                                                                                               |
| معتصم بالله مذهبی      | محمد نسیم روضه باغی افتخار احمد یوسفزی       | مکتب توحید افغانستان، حزب توحید مردم افغانتسان | رئیس شورای اسلامی مردم افغانستان، مؤسس و رئیس کانون فرهنگی علامه فیضانی و استاد دانشگاه معرفت |
| محمد سرور احمدزی       | محمد کریم جلیلی سید رسول                     |                                                |                                                                                               |
| سید جعفر هوفیانی       | عبدالقادر بسم الله درخشانی                   |                                                |                                                                                               |
| عبدالحسیب آرین         | عبدالفتاح غنی خیل میرزا محمد میا             |                                                |                                                                                               |
| ملا عبدالسلام راکتی    | محمد اجمل حبیب صافی محمد صادق                |                                                | فرمانده فرقه زابل، فرمانده قل اردوی ننگرهار                                                   |
| عبدالغفور زوری         | طاهر محمد ظاهر اسلمی عبدالرشید ایمان         |                                                |                                                                                               |
| لطیف پدرام             | نوراحمد برزین خطیبی محمد ایوب قاسمی          | کنگره ملی افغانستان                            | رئیس کنگره ملی افغانستان، نویسنده و شاعر                                                      |
| غلام فاروق نجرابی      | جنرال عبدالوکیل خواجه غلام جیلانی صدیقی      |                                                |                                                                                               |
| محمد هاشم توفیقی       | شاه ولی روحانی غلام علی امین                 |                                                |                                                                                               |
| سید جلال کریم          | فیض محمد دقیق غلام عباس واعظ زاده بهسودی     |                                                |                                                                                               |
| معین الدین الفتی       | خان محمد نادیه                               |                                                |                                                                                               |
| ضیاء الحق حافظی        | سید محمد باقر مصباح زاده حاجی سید احمد همدرد |                                                |                                                                                               |
| محمد اکبر اوریا        | عبدالظاهر مرزاخیل نورزیا چرخی                |                                                |                                                                                               |
| رحیم جان               | محمد اعصار ملک شاکرالله                      |                                                |                                                                                               |
| سنگین محمد رحمانی      | رجب گل ضیاالدین                              |                                                |                                                                                               |
| ملا غلام محمد ریگی     | ولی محمد اکسیر باز محمد یفتلی                |                                                |                                                                                               |

## انصراف دهندگان
در جریان مبارزات انتخاباتی، یازده نامزد ریاست جمهوری به نفع نامزدهای دیگر کنار رفتند.
مولوی محمد سعید هاشمی
باز محمد کوفی
نصرالله بریالی ارسلایی
عبدالمجید صمیم
حکیم تورسن
یاسین صافی
نصیر صافی
هدایت امین ارسلا
شاه محمود پوپل
محمد نصیر انیس
حسن علی سلطانی
عبدالقادر امامی غوری
محمد داود میرکی

## نتیجه انتخابات
| حامد کرزی                              | مستقل                      | ۲٬۲۸۳٬۹۰۷ | ۴۹٫۶۷  |
| عبدالله عبدالله                        | جبهه ملی (افغانستان)       | ۱٬۴۰۶٬۲۴۲ | ۳۰٫۵۹  |
| رمضان بشردوست                          | مستقل                      | ۴۸۱٬۰۷۲   | ۱۰٫۴۶  |
| محمداشرف غنی                           | مستقل                      | ۱۳۵٬۱۰۶   | ۲٫۹۴   |
| میرویس یاسینی                          | مستقل                      | ۴۷٬۵۱۱    | ۱٫۰۳   |
| شهنواز تنی                             | حزب جنبش صلح افغانستان     | ۲۹٬۶۴۸    | ۰٫۶۴   |
| فروزان فنا                             | مستقل                      | ۲۱٬۵۱۲    | ۰٫۴۷   |
| عبدالسلام راکتی                        | مستقل                      | ۱۹٬۹۹۷    | ۰٫۴۳   |
| حبیب منگل                              | مستقل                      | ۱۸٬۷۴۶    | ۰٫۴۱   |
| معتصم بالله مذهبی                      | مستقل                      | ۱۸٬۲۴۸    | ۰٫۴۰   |
| لطیف پدرام                             | حزب کنگره ملی افغانستان    | ۱۵٬۴۶۲    | ۰٫۳۴   |
| محمد سرور احمدزی                       | مستقل                      | ۱۴٬۲۷۳    | ۰٫۳۱   |
| سید جلال کریم                          | مستقل                      | ۱۳٬۴۸۹    | ۰٫۲۹   |
| شهلا عطا                               | مستقل                      | ۱۰٬۶۸۷    | ۰٫۲۳   |
| محبوب الله کوشانی                      | حزب آزادگان افغانستان      | ۱۰٬۲۵۵    | ۰٫۲۲   |
| عبدالغفور زوری                         | مستقل                      | ۹٬۲۸۶     | ۰٫۲۰   |
| رحیم جان شیرزاد                        | مستقل                      | ۷٬۱۹۷     | ۰٫۱۶   |
| ذبیح الله قاضی نورستانی                | حزب عدالت و ترقی افغانستان | ۶٬۲۸۴     | ۰٫۱۴   |
| عبدالجبار ثابت                         | مستقل                      | ۶٬۱۹۰     | ۰٫۱۳   |
| محمد هاشم توفیقی                       | مستقل                      | ۵٬۰۴۳     | ۰٫۱۱   |
| بسم الله شیر                           | مستقل                      | ۴٬۵۵۰     | ۰٫۱۰   |
| غلام فاروق نجرابی                      | مستقل                      | ۴٬۵۲۸     | ۰٫۱۰   |
| عبدالحسیب آرین                         | مستقل                      | ۴٬۴۷۲     | ۰٫۱۰   |
| معین الدین الفتی                       | مستقل                      | ۳٬۵۱۸     | ۰٫۰۸   |
| گل احمد یما                            | مستقل                      | ۳٬۲۲۱     | ۰٫۰۷   |
| غلام محمد ریگی                         | مستقل                      | ۳٬۱۸۰     | ۰٫۰۷   |
| محمد اکبر اوریا                        | مستقل                      | ۲٬۹۹۱     | ۰٫۰۷   |
| بشیر احمد بیژن                         | حزب کنگره ملی افغانستان    | ۲٬۴۵۷     | ۰٫۰۵   |
| سنگین محمد رحمانی                      | مستقل                      | ۲٬۴۳۴     | ۰٫۰۵   |
| هدایت امین ارسلا                       | محاذ ملی اسلامی افغانستان  | ۲٬۳۴۶     | ۰٫۰۵   |
| عبدالمجید صمیم                         | مستقل                      | ۲٬۱۹۸     | ۰٫۰۵   |
| ضیاء الحق حافظی                        | مستقل                      | ۱٬۶۷۹     | ۰٫۰۴   |
| آراء صحیح                              | آراء صحیح                  | ۴٬۵۹۷٬۷۲۷ | ۱۰۰٫۰۰ |
| آراء باطل                              | آراء باطل                  | ۲۲۵٬۳۶۳   | ۴٫۶۷   |
| کل آراء                                | کل آراء                    | ۴٬۸۲۳٬۰۹۰ | ۱۰۰٫۰۰ |
| منبع: کمیسیون مستقل انتخابات افغانستان |                            |           |        |